# Institute for Scientific Information
Az Institute for Scientific Information (ISI) tudományos információszolgáltató vállalatot Eugene Garfield alapította 1960-ban. 1992-ben megszerezte magának a Thomson Scientific & Healthcare, így Thomson ISI néven vált ismertté. 2016-ban őszén a Thomson Reuters az ezekkel az adatbázisokkal foglalkozó részeket eladta a Onex Corp. és Baring Private Equity Asia befektői csoportnak, és az új cég a Clarivate Analytics nevet kapta.
A Clarivate Analytics bibliográfiai és tudománymetriai adatbázisokat szolgáltat. Specialitása a citációs index és elemzés, amelynek előharcosa Garfield volt. Citációs adatbázisa több ezer tudományos folyóiratot fed le, beleértve a korábban nyomtatott formában megjelenő indexelő szolgáltatást, a Science Citation Indexet (SCI), a Social Sciences Citation Indexet (SSCI), valamint az Arts and Humanities Citation Indexet (AHCI).
A Web of Science (WOS) – a Clarivate Analytics bibliográfiai adatbáziscsomagja és citációs indexszolgáltatása – tartalmazza a fenti adatbázisokat, és bizonyos szolgáltatások elérhetőek az Elektronikus Információszolgáltatás Nemzeti Program (EISZ) által. 
Az adatbázis segítségével megállapítható, hogy az indexelt folyóiratok közül melyekre történik leggyakrabban hivatkozás és kik hivatkoznak rá.
A Clarivate Analytics évenkénti összegzése a Journal Citation Reports, amellyel minden egyes általa követett folyóirat impakt faktora (módszer a teljesítmény mérésére a hivatkozások számának megállapításán keresztül) kimutatásra kerül.
A Clarivate Analytics több mint 14 000 folyóiratot szolgáltat. Ehhez hozzátartozik a több mint 1100 művészeti és bölcsésztudományi folyóirat is. Szolgáltatja a gyakori hivatkozású kutatásokat is.

## Kapcsolódó hivatkozások
- getCITED a Web of Science-hez hasonló, ingyenes szolgáltatás
- akadémiai folyóirat-kereső motorok listája
- hivatalos honlap Archiválva 2007. december 28-i dátummal a Wayback Machine-ben

## Fordítás
Ez a szócikk részben vagy egészben  az   Institute_for_Scientific_Information című angol Wikipédia-szócikk fordításán alapul.  Az eredeti cikk szerkesztőit annak laptörténete sorolja fel. Ez a jelzés csupán a megfogalmazás eredetét és a szerzői jogokat jelzi, nem szolgál a cikkben szereplő információk forrásmegjelöléseként.